# Kommer der krig, mor?
Kommer der krig, mor? er en dansk dokumentarfilm fra 1983 med instruktion og manuskript af Isabella Mørch og Grethe Andersen.

## Handling
En film om og af Kvinder for Fred i Gladsaxe. Filmen tager udgangspunkt i et arbejdsmøde i foreningen og indeholder derudover interviews med Martin Pétrod (Fonden til bekæmpelse af forsøg med atomvåben), Ove Nathan (professor i fysik), Kristine Borum (Danske læger mod kernevåben) og Svend Heinild (børnelæge). Budskabet er, at mennesker må tage stilling.